# Betriebsfeuerwehr

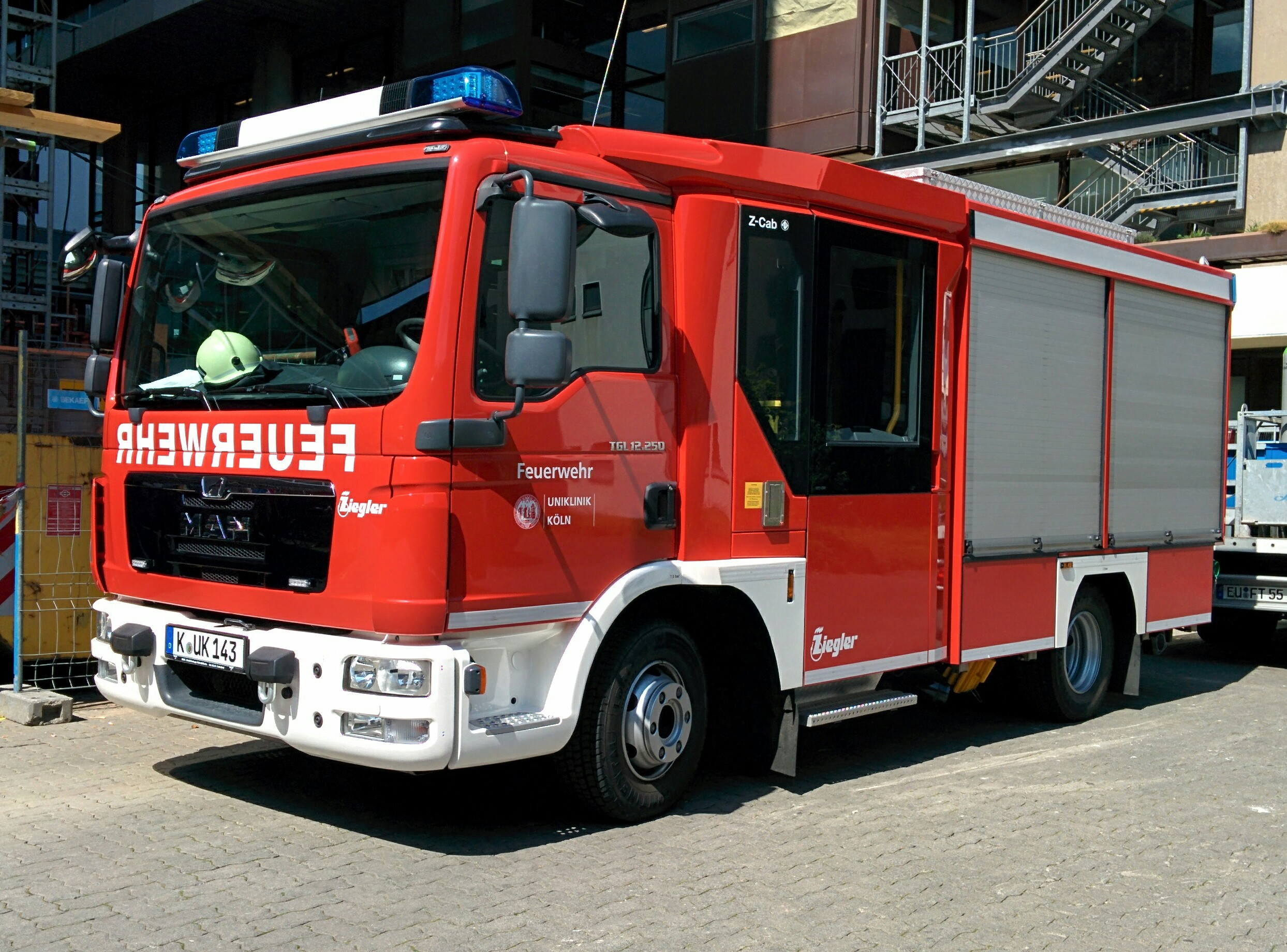
Fahrzeug der Betriebsfeuerwehr der Kölner Uniklinik

Eine Betriebsfeuerwehr (kurz: BtFw in Deutschland oder BTF in Österreich) ist eine Feuerwehr in Betrieben und Einrichtungen.

## Betriebsfeuerwehr in Deutschland
In Deutschland fehlt einer Betriebsfeuerwehr im Gegensatz zur Werkfeuerwehr die staatliche Anerkennung. Sie wird z. B. aus feuerversicherungstechnischen Gründen in Betrieben eingerichtet, die nicht zur Einrichtung einer Werkfeuerwehr verpflichtet sind, da von ihrem Unternehmen selbst keine Gefahr für die Allgemeinheit ausgeht. Außer den von Brandschutzversicherern gewährten Rabatten können besonders zu sichernde Personengruppen (in Krankenhäusern, Hotels, Freizeitparks, im Zirkus) oder besondere Sachwerte (Sammlungen, Museen, Bootshäfen) die Einrichtung einer Betriebsfeuerwehr begründen.
Betriebsfeuerwehren nehmen den Ersteinsatz vor und verfügen über wichtige Ortskenntnisse, sind aber meist nicht in der Lage, größere Brände zu löschen. Da für Betriebsfeuerwehren keine staatlichen Auflagen gemacht werden, entscheiden die Betriebe selbst über die Ausrüstung ihrer Feuerwehr, die Art der Alarmierung und die personelle Stärke, so dass sie flexibel auf die erforderlichen Notwendigkeiten reagieren können. Ein besonderer Vorteil der Betriebsfeuerwehr ist damit die Flexibilität und die Unabhängigkeit von staatlichen Eingriffen und Vorgaben.
Viele Betriebsfeuerwehren rekrutieren Freiwillige aus den Reihen der eigenen Mitarbeiter, die nur im Einsatzfall der Feuerwehr zur Verfügung stehen. Übungen und Schulungen werden größtenteils ähnlich wie bei Freiwilligen Feuerwehren in der Freizeit und zum Teil ehrenamtlich durchgeführt.
Die Brandmeldeanlage (BMA) eines Betriebes mit Betriebsfeuerwehr kann zur Einsatzleitstelle oder zur öffentlichen Feuerwehr durchgeschaltet sein, während die BMA-Alarme eines Betriebes mit Werkfeuerwehr normalerweise von dieser abgearbeitet werden, und dort Unterstützung durch die öffentliche Feuerwehr nur auf Anforderung erfolgt.
In Deutschland gibt es etwa 280 Betriebsfeuerwehren in verschiedenen Bereichen. Ein Beispiel für ein Unternehmen mit einer gut ausgerüsteten Betriebsfeuerwehr ist die Messe Düsseldorf GmbH. Dort sind hauptberufliche und ehrenamtliche Feuerwehrleute tätig. Der Fuhrpark umfasst zwei Löschfahrzeuge, die mit Hochdrucklöschanlagen ausgestattet sind, einen Einsatzleitwagen, einen Gerätewagen/Rüstwagen, einen Anhänger für Brandschutzschulungen sowie einen großen Anhänger für Ölschadensbekämpfung.

## Betriebsfeuerwehr in Österreich

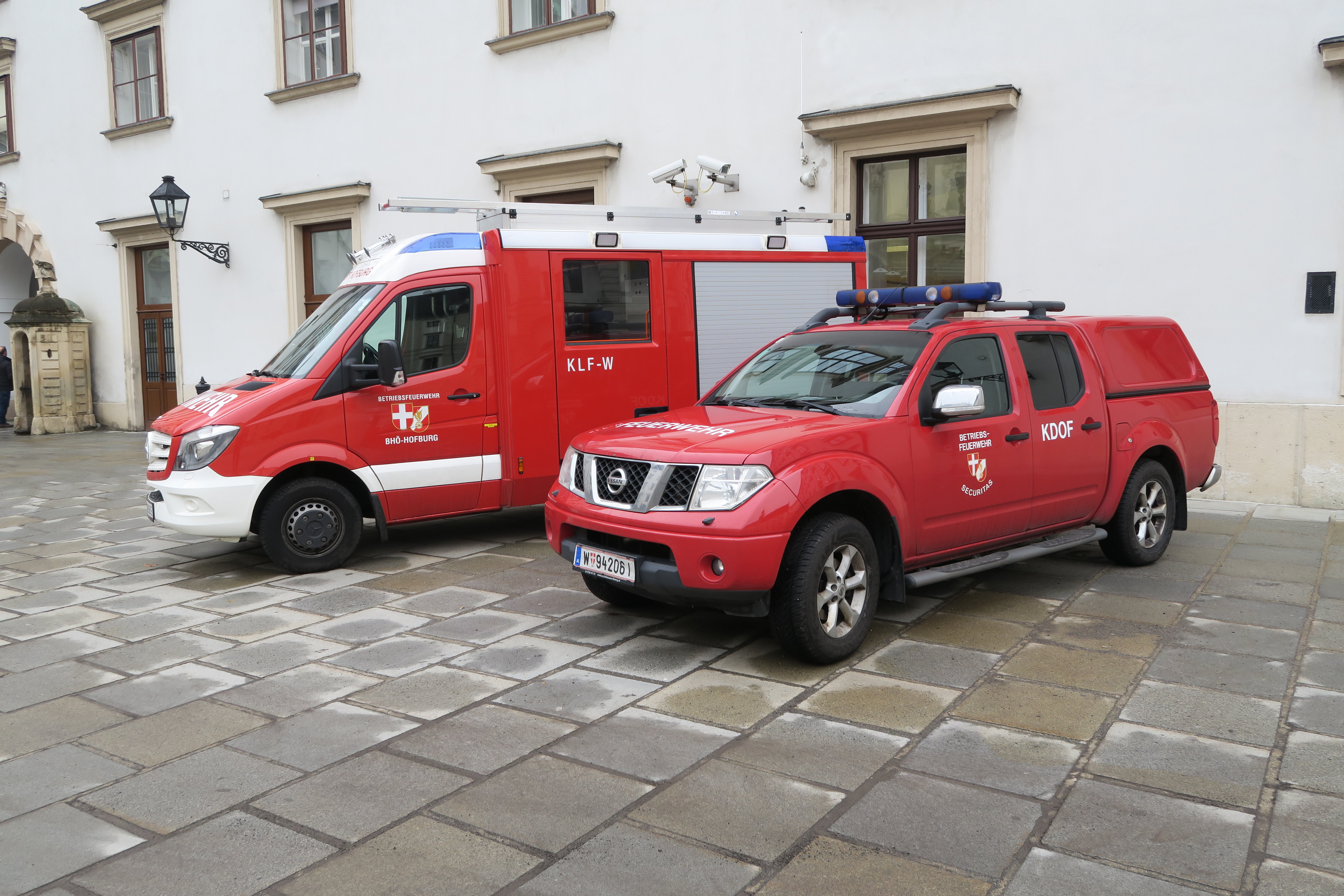
Betriebsfeuerwehr Hofburg, Wien

Bei den Feuerwehren in Österreich gibt es keine Werkfeuerwehren, sondern nur Betriebsfeuerwehren. Die Mannschaft einer Betriebsfeuerwehr besteht vorwiegend aus Angehörigen eines oder mehrerer Unternehmen oder Anstalten.
Die Betriebsfeuerwehren sind üblicherweise in das Feuerwehrwesen eingegliedert und dementsprechend öffentlich anerkannt. In diesem Fall sind sie im Feuerwehrregister eingetragen. Im Gegensatz zu den örtlichen Feuerwehren ist das Unternehmen für die Erhaltung und Finanzierung verantwortlich. Sie können von der öffentlichen Hand subventioniert sein, wenn sie im Gegenzug auch bei Bedarf Einsätze außerhalb des Betriebsgeländes übernehmen. Dadurch bilden sie oft eine Unterstützung der örtlichen Feuerwehren bei speziellen Einsätzen, wie Gefahrgutunfällen. Die Mitglieder der Betriebsfeuerwehren werden zum Teil ähnlich der Ortsfeuerwehren innerhalb der Feuerwehr, aber auch an den Landesfeuerwehrschulen ausgebildet.
Während in den meisten Betrieben Mitarbeiter freiwillig ihren Dienst ähnlich wie in den Freiwilligen Feuerwehren versehen, werden in großen Betrieben eigene Mitarbeiter zum Brandschutz abgestellt, die rund um die Uhr anwesend sind. Beispiele sind Feuerwehren von Flughäfen, Raffinerien, Kliniken oder Chemiebetrieben.
Die Einrichtung einer Betriebsfeuerwehr kann durch eine Behörde – meist der Gewerbebehörde – angeordnet werden oder freiwillig durch die Betriebsleitung erfolgen. Häufig ist dies mit zusätzlichen Rabatten bei Versicherungsprämien von Feuerversicherungen verbunden.
Die Betriebsfeuerwehren werden nach ihrer rechtlichen Stellung aufgeteilt. Während der Großteil der Betriebsfeuerwehren rechtlich der örtlich zuständigen Feuerwehr unterstellt ist, gibt es jene, die im Auftrag der Gemeinde auf dem Betriebsareal die gleichen Rechte und Pflichten wie üblicherweise die örtliche Feuerwehr hat. Das bedeutet, dass die örtliche Feuerwehr dem Einsatzleiter der Betriebsfeuerwehr im Einsatzfall unterstellt ist.

## Betriebsfeuerwehr in der Schweiz
In der Schweiz werden die bei gewissen Betrieben vorgeschriebenen Feuerwehren nicht Werkfeuerwehr, sondern Betriebsfeuerwehr oder Betriebslöschgruppe genannt. Ob eine Betriebsfeuerwehr oder eine Betriebslöschgruppe einem Betrieb vorgeschrieben wird, ist von der kantonalen Gesetzgebung abhängig. Es ist teilweise möglich, durch freiwilliges Einrichten einer Betriebsfeuerwehr oder Betriebslöschgruppe die Versicherungsprämien der Feuerversicherung zu senken.
Eine Betriebsfeuerwehr hat einen eigenen Kommandanten und ist deswegen eigenständig handlungsfähig. Sie erfüllt auf ihrem Einsatzgebiet größtenteils die gleichen Aufgaben wie eine Ortsfeuerwehr. Diese können sich jedoch verschieden stark von den Aufgaben einer normalen Feuerwehr unterscheiden, da die kantonalen Behörden vorgeben, welche Aufgaben selbstständig erfüllt werden können müssen. Sie sind organisatorisch nicht mit den übrigen Feuerwehren verbunden, unterstehen aber in der Regel bei allfälligen gemeinsamen Einsätzen der Ortsfeuerwehr.
Eine Betriebslöschgruppe ist kleiner und hat keinen eigenen Kommandanten und untersteht deswegen der örtlichen Feuerwehr, es handelt sich um eine betriebsinterne Erstangriffstruppe mit besonderen Ortskenntnissen, die schon bei einem mittleren Ereignis wie einem Brand die Unterstützung der örtlichen Feuerwehr benötigt.
Sowohl die Betriebsfeuerwehren wie die Betriebslöschgruppen können für außerbetriebliche Hilfe aufgeboten werden. Einige Betriebsfeuerwehren erfüllen die Funktion einer Chemiestützpunktfeuerwehr.